# Otfried H. Culmann

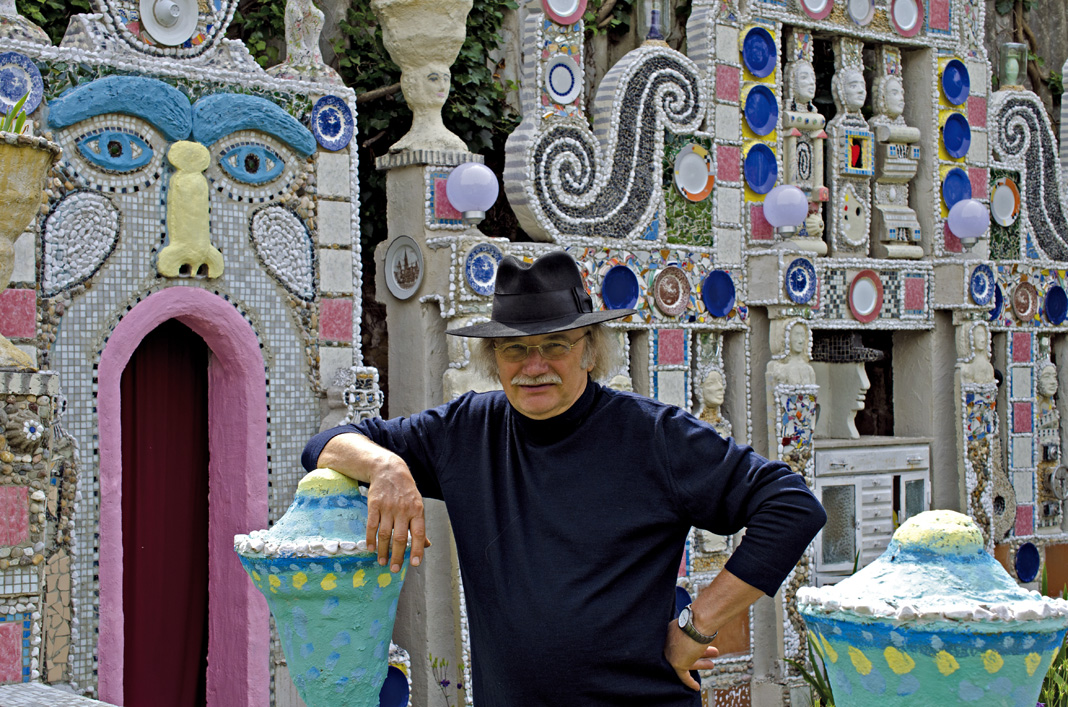
Culmann's Traum-Garten

Otfried Helmut Culmann (* 11. März 1949 in Billigheim) ist ein deutscher Maler, Grafiker, Schriftsteller und Kurator für Ausstellungen für Phantastische Kunst.

## Leben

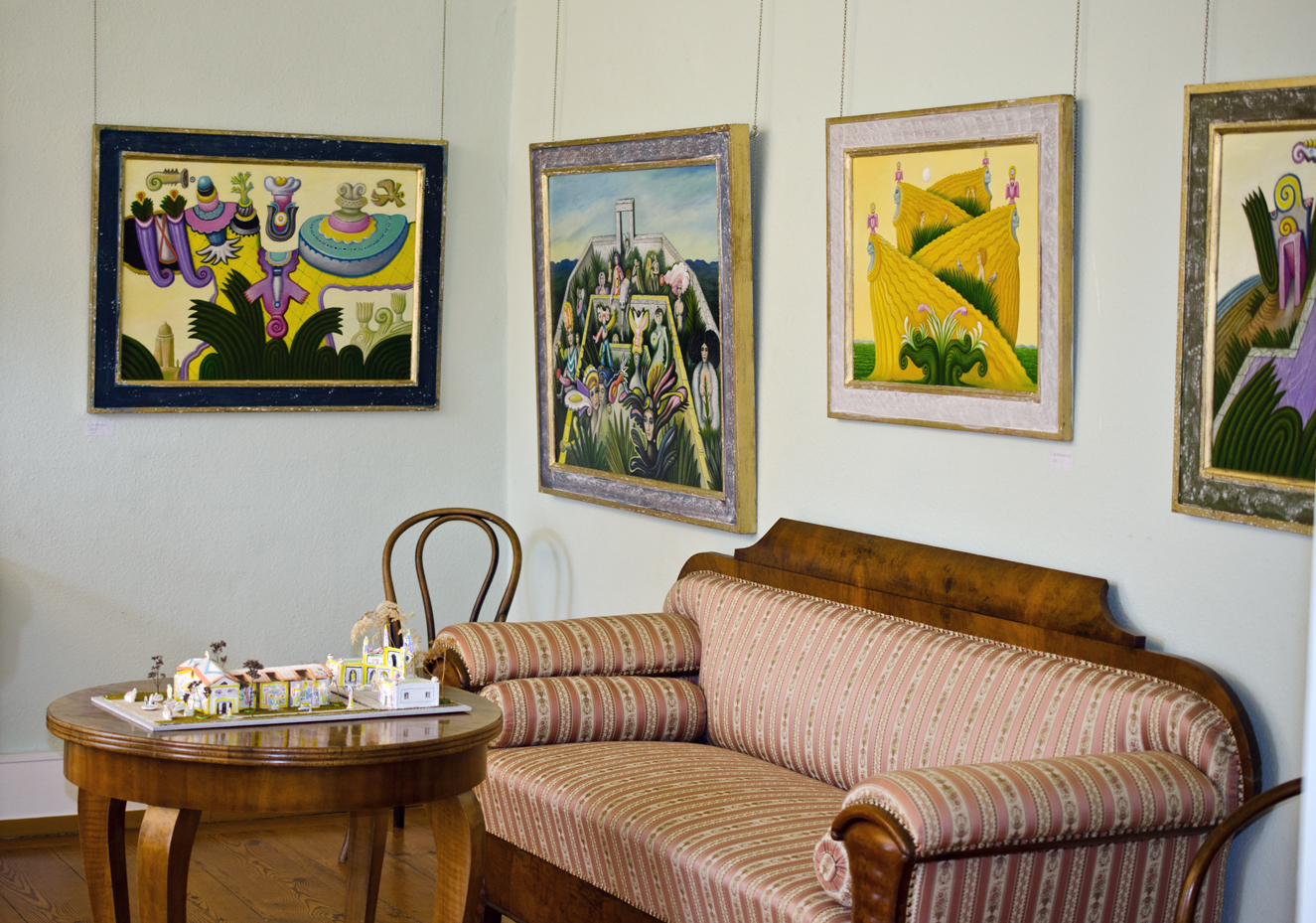
Galerie Otfried H. Culmann

Otfried H. Culmann wurde am 11. März 1949 als Sohn des evangelischen Pfarrers und Pfälzer Heimatdichters Hellmut Culmann (1898–1949) in Billigheim/Südpfalz bei Landau geboren. 1964 bis 1968 besuchte er die Meisterschule und Werkkunstschule in Kaiserslautern (bei Helmut Göring) und von 1968 bis 1970 studierte er Malerei an der Akademie der Bildenden Künste München (bei Mac Zimmermann). 1970 wechselte er an die Staatliche Akademie der Bildenden Künste Stuttgart (bei Walter Brudi). 1973 bis 1976 studierte er wieder an der Akademie der Bildenden Künste München und wurde Meisterschüler von Mac Zimmermann. Diplom. Im Jahr 1976 wurde er mit dem 1. Mannlich-Preis in München und dem Preis der Vereinigung Pfälzer Kunstfreunde und der Picasso-Medaille in Kaiserslautern ausgezeichnet. 1977 erhielt er ein Stipendium in der Villa Massimo (Rom). Sein Geburtshaus, ein ehemaliges Pfarrhaus in Billigheim/Pfalz, in dem auch Atelier, Werkstätten und Kunstgalerie untergebracht sind, erwarb er ein Jahr später (1978) und erhielt im gleichen Jahr den Purrmann-Preis der Stadt Speyer. Eine weitere Auszeichnung erhielt er 1979 mit dem Preis „Junge Pfälzer Künstler“ des Kultusministerium Rheinland-Pfalz. 1981 erschien sein erster phantastischer Roman „Der Mann mit der Arena im Kopf“. 1983/84 erhielt er ein Stipendium in der Casa Baldi in Olevano Romano (Italien). Sein zweiter Phantastischer Roman „Unsichtbare Zimmer“ erschien 1986 und 1988 die Monografie Otfried H. Culmann von Gustav René Hocke. Er ist 1996 Mitbegründer und im Vorstand des „Zentrums der Phantastischen Künste e. V.“ Bonn/Rolandseck, eine internationale Vereinigung Phantastischer Künstler, die heute den Namen „LABYRINTHE - Gesellschaft für phantastische und visionäre Künste e. V.“ trägt. Im Jahre 1997 erhielt er ein Reisestipendium der Pfälzischen Kulturstiftung für Paris. 2013 erschien seine Monographie Otfried H. Culmanns Paris, Die Unbekannte in der Passage in der Edition Daedalus Palatinus, Billigheim-Ingenheim.
Er ist der wichtigste Förderer phantastischer, surrealer und visionärer Kunst in Deutschland und konzipierte und organisierte 1998 für den Herrenhof (Mußbach) und den SWF/3sat die Ausstellung „Der Faden der Ariadne“, mit über 350 Exponaten, eine der größten Ausstellungen phantastischer zeitgenössischer Kunst. Ein Jahr später (1999) erschien seine erste umfangreiche Monografie „Das innere Auge“. Im Jahr 2003 erschien die zweite Monografie „Reise zum inneren Erdteil“. Seine Werke wurden bei ca. 100 Einzelausstellungen und zahlreichen Gruppenausstellungen im In- und Ausland gezeigt.

## Werke
- 1981 Phantastischer Roman Der Mann mit der Arena im Kopf
- 1986 Phantastischer Roman Unsichtbare Zimmer
- 1999 Monografie Das innere Auge
- 2003 Monografie Reise zum inneren Erdteil
- 2011 Monografie Otfried CULMANNs Traumwelt
- 2013 Monografie Otfried Culmanns Paris
- Memoiren eines Phantasten. Billigheim-Ingenheim: Edition Daedalus Palatinus 2019, ISBN 978-3-7504-2541-5, S. 353.

## Stipendien
- 1977: Villa Massimo – Rom/Italien
- 1983–1984: Casa Baldi – Olevano-Romano/Italien
- 1999–2000: Paris/Frankreich

## Auszeichnungen
- 1976 1. Mannlich-Preis in München
- 1976 Preis der Vereinigung Pfälzer Kunstfreunde und der Picasso-Medaille Kaiserslautern
- 1978 Hans-Purrmann-Preis der Stadt Speyer
- 1979 Preis „Junge Pfälzer Künstler“ des Kultusministerium Rheinland-Pfalz